# Angela Chalmersová
Angela Chalmersová (* 6. září 1963 Brandon) je kanadská atletka, která startovala na 1500 metrů a 3000 metrů. Je olympijskou bronzovou medailistou z roku 1992 na 3 000 metrů a trojnásobnou zlatou medailistkou Commonwealthu, v roce 1990 získala na 1500 metrů, 3 000 metrů a v roce 1994 na 3 000 metrů.